# British American Racing
Pour les articles homonymes, voir BAR.
British American Racing (BAR) est une ancienne écurie britannique de Formule 1, en activité de 1999 à 2005. Elle est issue du rachat de Tyrrell Racing par British American Tobacco. Revendue en totalité à Honda en 2005, l'écurie a pris à partir de la saison 2006 le nom de Honda Racing F1 Team.

## Historique

### Débuts ratés

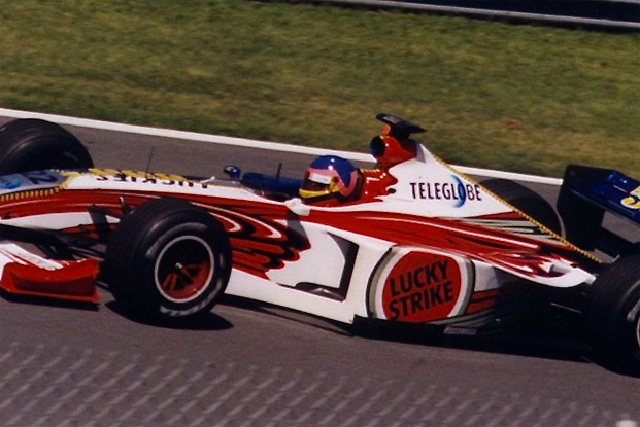
Jacques Villeneuve sur la BAR PR01 au Canada en 1999

L'écurie British American Racing naît du rachat, fin 1997, de Tyrrell Racing par le groupe de tabac British American Tobacco, associé à Craig Pollock, le manager de Jacques Villeneuve et Adrian Reynard qui dirige la firme Reynard spécialisée dans la conception de voitures de course. Contrairement à ce qui se passe généralement lors d'un rachat d'écurie, la nouvelle équipe entend partir d'une feuille blanche et n'a pas pour projet de se servir de Tyrrell comme base de travail ; le rachat a comme seul objectif de récupérer les droits commerciaux (la redistribution des droits TV) attachés à une équipe ancienne et prestigieuse. 
Tandis qu'en 1998, Tyrrell dirigée par Craig Pollock dispute sa dernière saison en roue libre, l'usine BAR sort de terre à Brackley. Pollock prend la direction de l'équipe, Reynard la direction technique, la conception de la future voiture revenant à l'Australien Malcolm Oastler, de Reynard. Pour entamer son premier championnat, en 1999, BAR peut compter sur le moteur Supertec dérivé du V10 Renault champion du monde à de nombreuses reprises avec Williams et Benetton. Cette solution technique est un gage de sécurité mais a le désavantage d'être payante. Le duo de pilotes est constitué du champion du monde Jacques Villeneuve et du débutant brésilien Ricardo Zonta,. 
Lors de la présentation d'avant-saison, BAR fait sensation en dévoilant deux monoplaces dans deux livrées différentes, chacune aux couleurs d'une marque du groupe BAT. L'écurie contrevient ainsi au règlement sportif de la FIA, qui impose une livrée identique pour les deux voitures d'une même écurie. BAR doit finalement opter pour une solution originale : les deux voitures arborent une décoration différente de chaque côté, avec une fermeture éclair stylisée au milieu.
Pollock se fixe comme objectif d'obtenir la victoire dès le premier Grand Prix de la saison. Cependant, dès les essais précédant le championnat, la BAR PR01 se montre en retrait par rapport aux écuries de pointe et peu fiable. 
La première course, en Australie, se solde par des performances moyennes et un double abandon. Au Brésil, Zonta se blesse aux essais libres et, forfait pour plusieurs courses, est remplacé par le Finlandais Mika Salo. Pour le retour en Europe, Villeneuve réalise plusieurs bonnes performances en qualifications (cinquième à Imola, sixième à Barcelone...) mais abandonne à chaque fois. Il doit attendre la douzième manche de la saison, en Belgique, pour voir l'arrivée, hors des points. 
BAR conclut sa première saison en Formule 1 avec 20 abandons en 31 départs, aucun point marqué et la dernière place au championnat des constructeurs, aux antipodes des ambitions du début d'année. 
Avant même l'échec de la première saison, Pollock cherche des solutions d'avenir et noue des contacts avec Honda afin de convaincre le constructeur japonais de renoncer à son projet de F1 100 % Honda pour se contenter d'un rôle de motoriste. Dès mai 1999, le futur accord est annoncé. L'équipe rejoint ainsi le groupe d'écuries soutenues par un grand constructeur qui n'ont plus besoin de payer leur motorisation.

### Association avec Honda

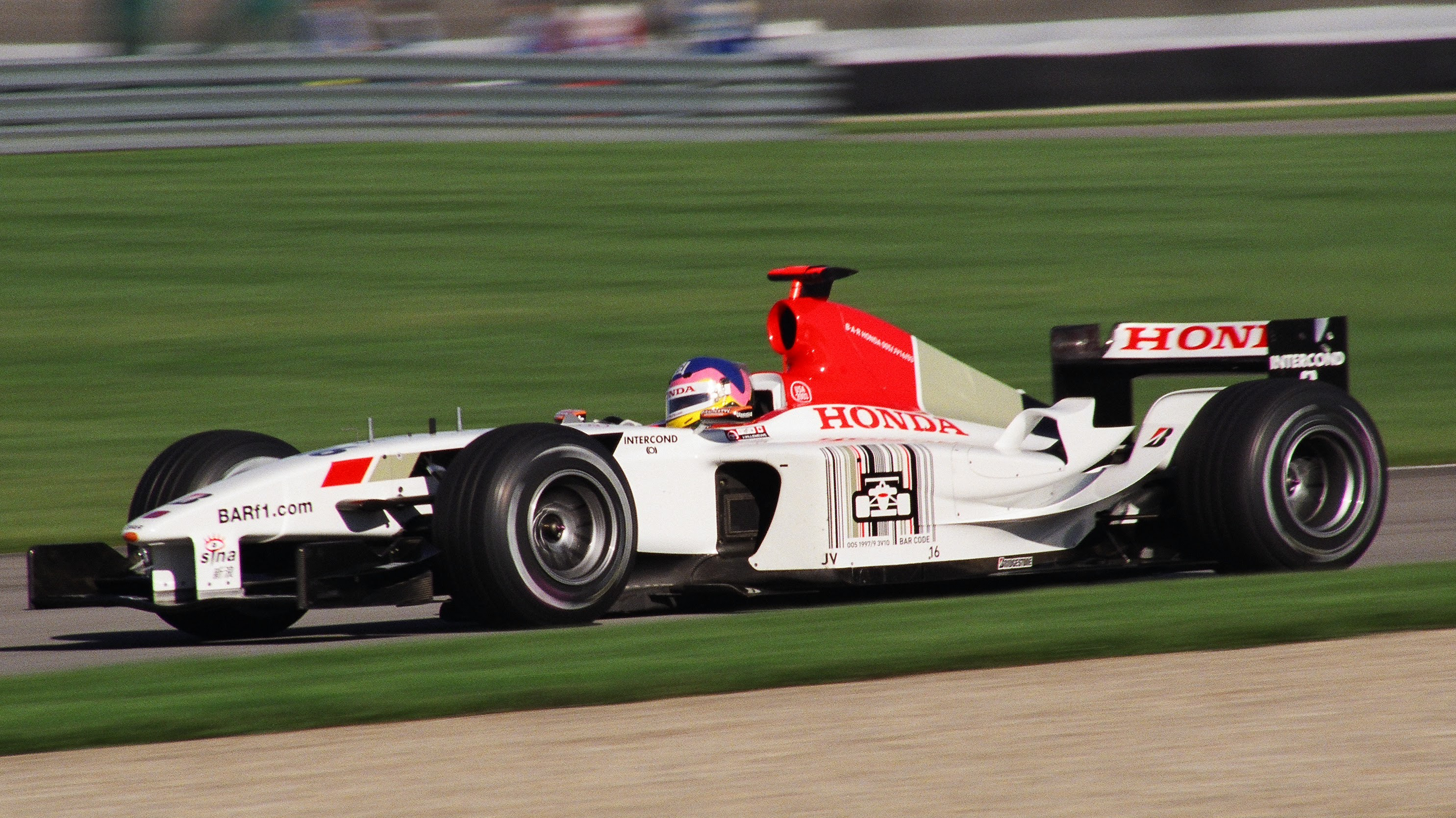
Jacques Villeneuve au GP des États-Unis 2003

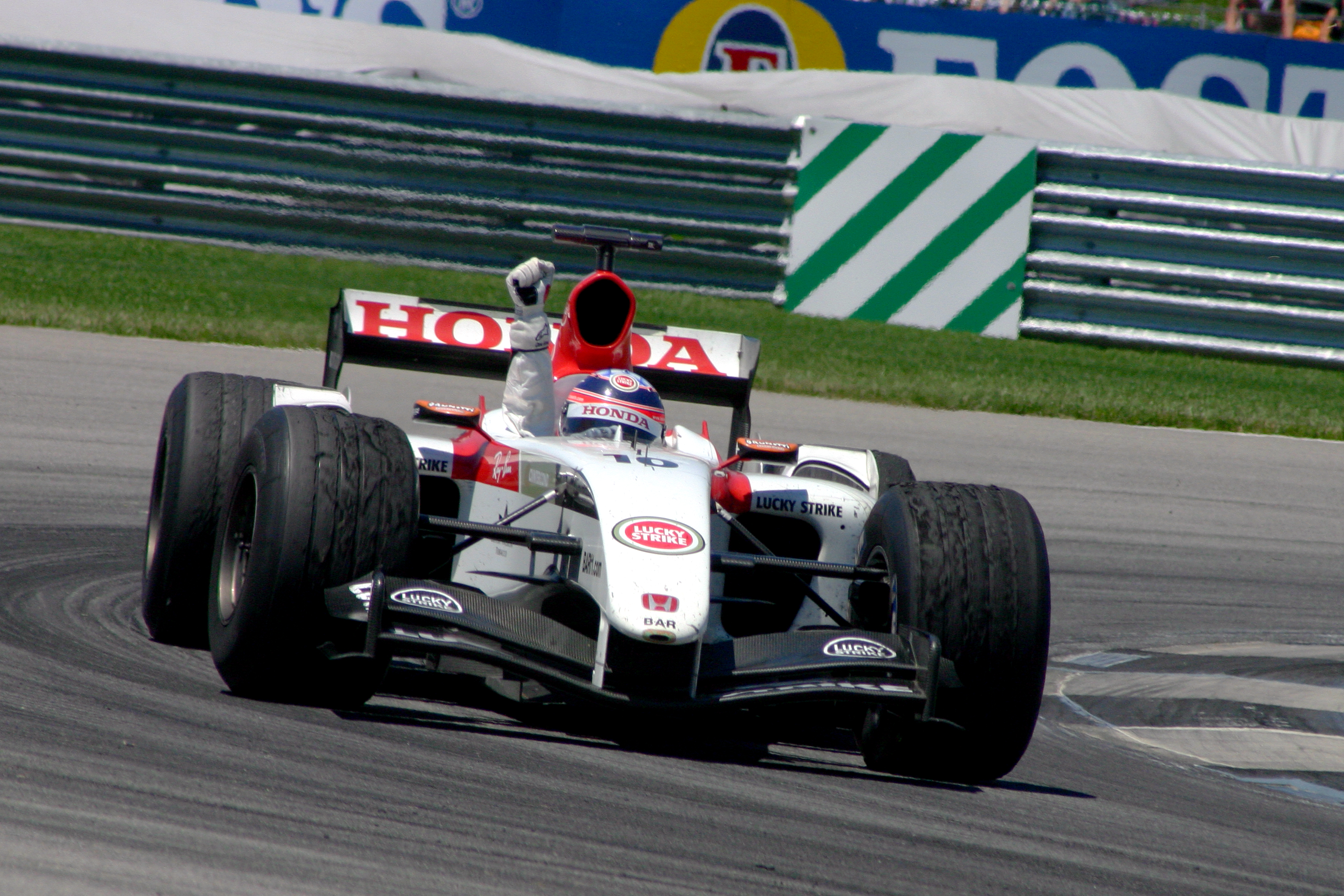
Takuma Satō au GP des États-Unis 2004

Après le camouflet de 1999, l'équipe BAR fait preuve d'humilité pour cette saison 2000, toujours avec Villeneuve et Zonta au volant. La BAR 002 est fiable et Villeneuve, en terminant quatrième en Australie, marque les premiers points de l'équipe. Villeneuve prend l'habitude de réussir ses départs, il marque des points régulièrement. Au Canada, il chausse des pneus secs alors que la pluie commence à tomber ce qui lui coûte au moins un podium. Zonta, notamment à cause de plusieurs accrochages (avec Schumacher en Autriche et Villeneuve à Hockhenheim), et n'ayant inscrit que 3 points contre 17 pour Villeneuve, est licencié à la fin de la saison. L'écurie termine cinquième du championnat.
En 2001, l'objectif est de battre l'équipe Jordan Grand Prix qui est passée du moteur Mugen Motorsports au Honda officiel, comme BAR. Olivier Panis remplace Zonta. Le premier Grand Prix, en Australie, est marqué par l'accident de Villeneuve et la disqualification de Panis, quatrième à l'arrivée. Si Panis rate le podium au Brésil à cause d'un ravitaillement raté, Villeneuve obtient le premier podium de l'équipe en Espagne, en profitant des nombreux abandons. Il récidive en Allemagne, toujours en profitant des abandons, la 003 se montrant plutôt décevante. À l'issue d'une fin de saison ratée, l'équipe finit sixième du championnat, derrière Jordan. Le directeur technique Malcolm Oastler est remplacé par Geoff Willis en provenance de Williams. Peu après, Craig Pollock est remplacé par David Richards.
Dès le début de saison 2002, Honda met la pression sur l'équipe en annonçant qu'elle ne fournira plus qu'une seule équipe l'année suivante. Jordan a mis tous les atouts de son côté en recrutant l'espoir de Honda, Takuma Satō. La 004 ne se montre pas plus véloce que sa devancière, ni plus fiable. À la mi-saison, aucun point n'a encore été marqué. À Silverstone, les pilotes profitent de la pluie pour inscrire les cinq premiers points de l'équipe. Deux nouveaux points sont inscrits, à Monza et Indianapolis, permettant à BAR de bénéficier du soutien exclusif de Honda à partir de 2003 malgré une huitième place au championnat, derrière Jordan. 
En 2003, Sato arrive comme essayeur, Jenson Button devenant le nouveau coéquipier de Villeneuve. La nouvelle 005 se montre efficace et plusieurs points sont inscrits dès le début de saison, principalement par Button, qui domine Villeneuve en fin de contrat et dont l'important salaire (le deuxième derrière Michael Schumacher) est très critiqué au sein de l'équipe. L'été est difficile, principalement à cause des pneus Bridgestone moins performants que les Michelin. Villeneuve, limogé à la veille du Grand Prix du Japon, est remplacé par Sato. Lors de ce dernier Grand Prix,  l'équipe inscrit 8 points d'un coup et termine cinquième du championnat.

### Prise de pouvoir par Honda

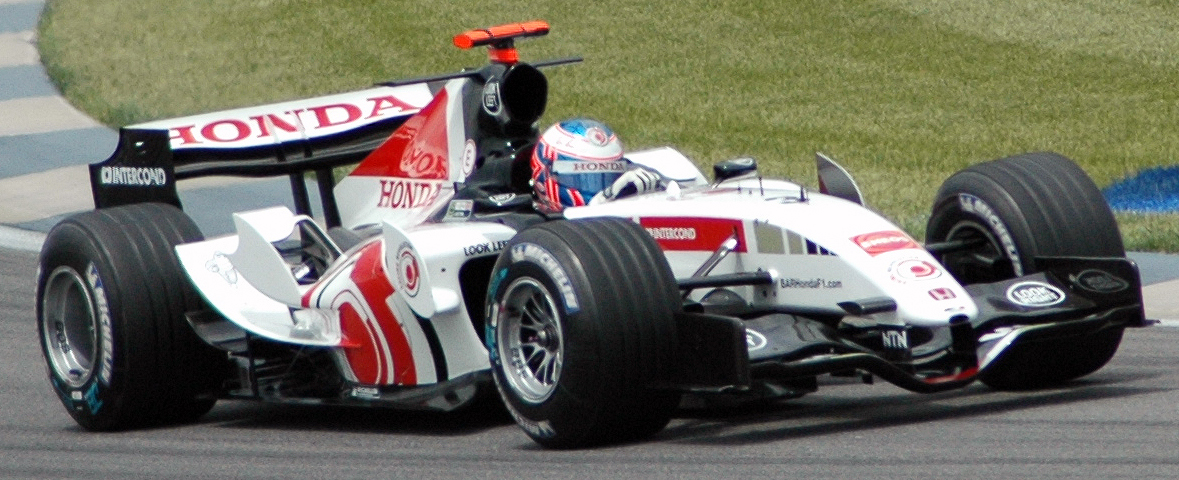
Jenson Button au GP des États-Unis 2005

Pour 2004, le seul changement dans l'équipe est le passage aux pneus Michelin qui remplacent les Bridgestone. La nouvelle 006 est très performante, comme le prouve Button en signant trois podiums en quatre courses, ainsi que la première pole position de l'équipe. Il réalise au total dix podiums, passe près de la victoire à Monaco et Monza et termine troisième du championnat des pilotes, le meilleur classement d'un pilote de l'équipe. Sato, plus irrégulier, monte sur le podium à Indianapolis ; l'équipe termine vice-championne du monde et reste la seule à être parvenue à cette place sans avoir remporté le moindre Grand Prix. 
Malgré ces résultats, l'intersaison est mouvementée car BAT, qui souhaite se désengager en raison des lois anti-publicité pour le tabac, vend 45 % de l'équipe à Honda. David Richards est remplacé par son ancien bras droit Nick Fry. De plus, l'équipe doit se préparer pour une nouvelle réglementation. 
Le début de saison 2005 est très compliqué, la nouvelle 007 n'étant pas aussi performante que sa devancière. À Imola, Button et Sato, troisième et cinquième, sont disqualifiés et suspendus pour les deux épreuves suivantes après que les commissaires techniques découvrent un double réservoir d'essence permettant à la voiture d'évoluer en dessous du poids légal. 
Il faut attendre la mi-saison, à Magny-Cours, pour que Button inscrive les premiers points de l'équipe. Il enchaîne ensuite les arrivées dans les points, avec notamment deux podiums à Hockenheim et Spa ; Sato n'inscrit qu'un point, en Hongrie. L'équipe termine sixième du classement des constructeurs. En fin d'année, Honda rachète la totalité de l'écurie qui devient, à compter de 2006, Honda Racing F1 Team.

## Résultats en championnat du monde de Formule 1
| Saison | Écurie                         | Châssis  | Moteur       | Pneus       | Pilotes                                      | Grands Prix disputés | Points inscrits | Classement |
| ------ | ------------------------------ | -------- | ------------ | ----------- | -------------------------------------------- | -------------------- | --------------- | ---------- |
| 1999   | British American Racing        | BAR PR01 | Supertec V10 | Bridgestone | Jacques Villeneuve Ricardo Zonta Mika Salo   | 16                   | 0               | 11e        |
| 2000   | Lucky Strike Reynard BAR Honda | BAR 002  | Honda V10    | Bridgestone | Jacques Villeneuve Ricardo Zonta             | 17                   | 20              | 5e         |
| 2001   | Lucky Strike BAR Honda         | BAR 003  | Honda V10    | Bridgestone | Olivier Panis Jacques Villeneuve             | 17                   | 17              | 6e         |
| 2002   | Lucky Strike BAR Honda         | BAR 004  | Honda V10    | Bridgestone | Jacques Villeneuve Olivier Panis             | 17                   | 7               | 8e         |
| 2003   | Lucky Strike BAR Honda         | BAR 005  | Honda V10    | Bridgestone | Jacques Villeneuve Jenson Button Takuma Satō | 16                   | 26              | 5e         |
| 2004   | Lucky Strike BAR Honda         | BAR 006  | Honda V10    | Michelin    | Jenson Button Takuma Satō                    | 18                   | 119             | 2e         |
| 2005   | Lucky Strike BAR Honda         | BAR 007  | Honda V10    | Michelin    | Jenson Button Takuma Satō Anthony Davidson   | 16                   | 38              | 6e         |

| Saison        | Écurie                         | Châssis  | Moteur            | Pneumatiques | Pilotes            | Courses | Courses | Courses | Courses | Courses | Courses | Courses | Courses | Courses | Courses | Courses | Courses | Courses | Courses | Courses | Courses | Courses | Courses | Courses | Points inscrits | Classement |
| Saison        | Écurie                         | Châssis  | Moteur            | Pneumatiques | Pilotes            | 1       | 2       | 3       | 4       | 5       | 6       | 7       | 8       | 9       | 10      | 11      | 12      | 13      | 14      | 15      | 16      | 17      | 18      | 19      | Points inscrits | Classement |
| ------------- | ------------------------------ | -------- | ----------------- | ------------ | ------------------ | ------- | ------- | ------- | ------- | ------- | ------- | ------- | ------- | ------- | ------- | ------- | ------- | ------- | ------- | ------- | ------- | ------- | ------- | ------- | --------------- | ---------- |
| 1999          | British American Racing        | BAR PR01 | Supertec V10 FB01 | Bridgestone  |                    | AUS     | BRÉ     | SMR     | MON     | ESP     | CAN     | FRA     | GBR     | AUT     | ALL     | HON     | BEL     | ITA     | EUR     | MAL     | JAP     |         |         |         | 0               | 11e        |
| 1999          | British American Racing        | BAR PR01 | Supertec V10 FB01 | Bridgestone  | Jacques Villeneuve | Abd     | Abd     | Abd     | Abd     | Abd     | Abd     | Abd     | Abd     | Abd     | Abd     | Abd     | 15e     | 8e      | 10e     | Abd     | 9e      |         |         |         | 0               | 11e        |
| 1999          | British American Racing        | BAR PR01 | Supertec V10 FB01 | Bridgestone  | Ricardo Zonta      | Abd     | Nq      |         |         |         | Abd     | 9e      | Abd     | 15e     | Abd     | 13e     | Abd     | Abd     | 8e      | Abd     | 12e     |         |         |         | 0               | 11e        |
| 1999          | British American Racing        | BAR PR01 | Supertec V10 FB01 | Bridgestone  | Mika Salo          |         |         | 7e      | Abd     | 8e      |         |         |         |         |         |         |         |         |         |         |         |         |         |         | 0               | 11e        |
| 2000          | Lucky Strike Reynard BAR Honda | BAR 002  | Honda V10 RA000E  | Bridgestone  |                    | AUS     | BRÉ     | SMR     | GBR     | ESP     | EUR     | MON     | CAN     | FRA     | AUT     | ALL     | HON     | BEL     | ITA     | USA     | JAP     | MAL     |         |         | 20              | 5e         |
| 2000          | Lucky Strike Reynard BAR Honda | BAR 002  | Honda V10 RA000E  | Bridgestone  | Jacques Villeneuve | 4e      | Abd     | 5e      | 16e     | Abd     | Abd     | 7e      | 15e     | 4e      | 4e      | 8e      | 12e     | 7e      | Abd     | 4e      | 6e      | 5e      |         |         | 20              | 5e         |
| 2000          | Lucky Strike Reynard BAR Honda | BAR 002  | Honda V10 RA000E  | Bridgestone  | Ricardo Zonta      | 6e      | 9e      | 12e     | Abd     | 8e      | Abd     | Abd     | 8e      | Abd     | Abd     | Abd     | 14e     | 12e     | 6e      | 6e      | 9e      | Abd     |         |         | 20              | 5e         |
| 2001          | Lucky Strike BAR Honda         | BAR 003  | Honda V10 RA001E  | Bridgestone  |                    | AUS     | MAL     | BRÉ     | SMR     | ESP     | AUT     | MON     | CAN     | EUR     | GBR     | FRA     | ALL     | HON     | BEL     | ITA     | USA     | JAP     |         |         | 17              | 6e         |
| 2001          | Lucky Strike BAR Honda         | BAR 003  | Honda V10 RA001E  | Bridgestone  | Olivier Panis      | 7e      | Abd     | 4e      | 8e      | 7e      | 5e      | Abd     | Abd     | Abd     | 9e      | Abd     | 7e      | Abd     | 11e     | 9e      | 11e     | 13e     |         |         | 17              | 6e         |
| 2001          | Lucky Strike BAR Honda         | BAR 003  | Honda V10 RA001E  | Bridgestone  | Jacques Villeneuve | Abd     | Abd     | 7e      | Abd     | 3e      | 8e      | 4e      | Abd     | 9e      | Abd     | 8e      | 3e      | 9e      | 8e      | 6e      | Abd     | 10e     |         |         | 17              | 6e         |
| 2002          | Lucky Strike BAR Honda         | BAR 004  | Honda V10 RA002E  | Bridgestone  |                    | AUS     | MAL     | BRÉ     | SMR     | ESP     | AUT     | MON     | CAN     | EUR     | GBR     | FRA     | ALL     | HON     | BEL     | ITA     | USA     | JAP     |         |         | 7               | 8e         |
| 2002          | Lucky Strike BAR Honda         | BAR 004  | Honda V10 RA002E  | Bridgestone  | Jacques Villeneuve | Abd     | 8e      | 10e     | 7e      | 7e      | 10e     | Abd     | Abd     | 12e     | 4e      | Abd     | Abd     | Abd     | 8e      | 9e      | 6e      | Abd     |         |         | 7               | 8e         |
| 2002          | Lucky Strike BAR Honda         | BAR 004  | Honda V10 RA002E  | Bridgestone  | Olivier Panis      | Abd     | Abd     | Abd     | Abd     | Abd     | Abd     | Abd     | 8e      | 9e      | 5e      | Abd     | Abd     | 12e     | 12e     | 6e      | 12e     | Abd     |         |         | 7               | 8e         |
| 2003          | Lucky Strike BAR Honda         | BAR 005  | Honda V10 RA003E  | Bridgestone  |                    | AUS     | MAL     | BRÉ     | SMR     | ESP     | AUT     | MON     | CAN     | EUR     | FRA     | GBR     | ALL     | HON     | ITA     | USA     | JAP     |         |         |         | 26              | 5e         |
| 2003          | Lucky Strike BAR Honda         | BAR 005  | Honda V10 RA003E  | Bridgestone  | Jacques Villeneuve | 9e      | Np      | 6e      | Abd     | Abd     | 12e     | Abd     | Abd     | Abd     | 9e      | 10e     | 9e      | Abd     | 6e      | Abd     |         |         |         |         | 26              | 5e         |
| 2003          | Lucky Strike BAR Honda         | BAR 005  | Honda V10 RA003E  | Bridgestone  | Takuma Satō        |         |         |         |         |         |         |         |         |         |         |         |         |         |         |         | 6e      |         |         |         | 26              | 5e         |
| 2003          | Lucky Strike BAR Honda         | BAR 005  | Honda V10 RA003E  | Bridgestone  | Jenson Button      | 10e     | 7e      | Abd     | 8e      | 9e      | 4e      | Np      | Abd     | 7e      | Abd     | 8e      | 8e      | 10e     | Abd     | Abd     | 4e      |         |         |         | 26              | 5e         |
| 2004          | Lucky Strike BAR Honda         | BAR 006  | Honda V10 RA004E  | Michelin     |                    | AUS     | MAL     | BAH     | SMR     | ESP     | MON     | EUR     | CAN     | USA     | FRA     | GBR     | ALL     | HON     | BEL     | ITA     | CHI     | JAP     | BRÉ     |         | 119             | 2e         |
| 2004          | Lucky Strike BAR Honda         | BAR 006  | Honda V10 RA004E  | Michelin     | Jenson Button      | 6e      | 3e      | 3e      | 2e      | 8e      | 2e      | 3e      | 3e      | Abd     | 5e      | 4e      | 2e      | 5e      | Abd     | 3e      | 2e      | 3e      | Abd     |         | 119             | 2e         |
| 2004          | Lucky Strike BAR Honda         | BAR 006  | Honda V10 RA004E  | Michelin     | Takuma Satō        | 9e      | 15e     | 5e      | 16e     | 5e      | Abd     | Abd     | Abd     | 3e      | Abd     | 11e     | 8e      | 6e      | Abd     | 4e      | 6e      | 4e      | 6e      |         | 119             | 2e         |
| 2005          | Lucky Strike BAR Honda         | BAR 007  | Honda V10 RA005E  | Michelin     |                    | AUS     | MAL     | BHR     | SMR     | ESP     | MON     | EUR     | CAN     | USA     | FRA     | GBR     | ALL     | HON     | TUR     | ITA     | BEL     | BRÉ     | JAP     | CHI     | 38              | 6e         |
| 2005          | Lucky Strike BAR Honda         | BAR 007  | Honda V10 RA005E  | Michelin     | Jenson Button      | 11e     | Abd     | Abd     | Dsq     | Dsq     | Dsq     | 10e     | Abd     | Np      | 4e      | 5e      | 3e      | 5e      | 5e      | 8e      | 3e      | 7e      | 5e      | 8e      | 38              | 6e         |
| 2005          | Lucky Strike BAR Honda         | BAR 007  | Honda V10 RA005E  | Michelin     | Takuma Satō        | 14e     |         | Abd     | Dsq     | Dsq     | Dsq     | 12e     | Abd     | Np      | 11e     | 16e     | 12e     | 8e      | 9e      | 16e     | Abd     | 10e     | Dsq     | Abd     | 38              | 6e         |
| 2005          | Lucky Strike BAR Honda         | BAR 007  | Honda V10 RA005E  | Michelin     | Anthony Davidson   |         | Abd     |         |         |         |         |         |         |         |         |         |         |         |         |         |         |         |         |         | 38              | 6e         |
| Légende : ici |                                |          |                   |              |                    |         |         |         |         |         |         |         |         |         |         |         |         |         |         |         |         |         |         |         |                 |            |

## Palmarès des pilotes de British American Racing
| Pilote             | Grand Prix disputés | Victoires | Podiums | Points inscrits | Pole positions | Meilleur tour en course |
| ------------------ | ------------------- | --------- | ------- | --------------- | -------------- | ----------------------- |
| Jacques Villeneuve | 81                  | 0         | 2       | 39              | 0              | 0                       |
| Ricardo Zonta      | 29                  | 0         | 0       | 3               | 0              | 0                       |
| Mika Salo          | 3                   | 0         | 0       | 0               | 0              | 0                       |
| Olivier Panis      | 34                  | 0         | 0       | 8               | 0              | 0                       |
| Jenson Button      | 49                  | 0         | 12      | 139             | 2              | 0                       |
| Takuma Satō        | 34                  | 0         | 1       | 38              | 0              | 0                       |
| Anthony Davidson   | 1                   | 0         | 0       | 0               | 0              | 0                       |